# 池田市立歴史民俗資料館
池田市立歴史民俗資料館（いけだしりつれきしみんぞくしりょうかん）は大阪府池田市にある歴史系資料館。

## 概要
旧石器時代から近代にわたる「池田」の歴史的・文化的特性を、考古・歴史・民俗・美術工芸などの資料を通じて紹介する。

## 施設

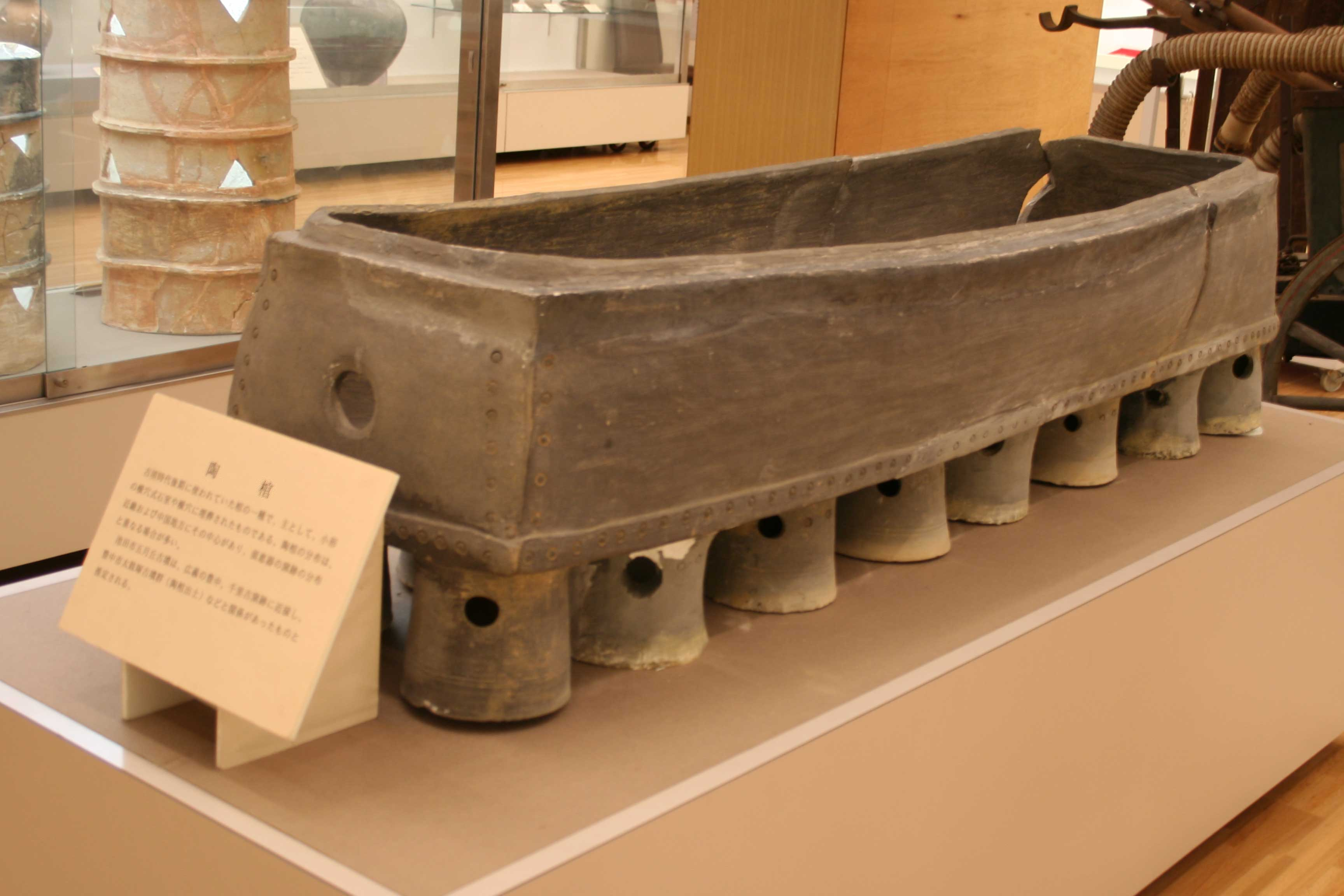
五月丘古墳 陶棺

- 常設展 「目で見る池田の歴史」
- 企画展 年4回
- 特別展示 年1回

## 利用情報
- 開館 9時 - 17時
- 休館 月曜日・火曜日（ただし、祝休日の場合は開館） 火曜日が祝休日にあたるときは翌日  年末年始、展示準備期間
- 入館料 無料
- 駐車場有（1時間まで無料）

## 周辺
- 五月丘古墳
- 池田茶臼山古墳

## 交通アクセス
- 阪急宝塚本線 池田駅より北東へ徒歩15分